# Cratere Melyodas
Melyodas è un cratere sulla superficie di Mimas.